# Tormenta tropical Harold (2023)
La Tormenta tropical Harold fue una tormenta que tocó tierra en el estado norteamericano de Texas a finales de agosto de 2023. La novena depresión y octava tormenta nombrada de la Temporada de huracanes del Atlántico de 2023, Harold se originó a partir de una vaguada que fue identificada por primera vez sobre La Española y que luego se movió sobre el norte de Cuba hasta ingresar en el Golfo de México, donde se convirtió en la Depresión tropical Nueve el 21 de agosto y al día siguiente en la Tormenta tropical Harold. La tormenta se fortaleció un poco y el 22 de agosto tocó tierra en Estados Unidos con vientos de 85 km/h (50 mph) y una presión central mínima de 998 mbar. Una vez tierra adentro Harold se fue debilitando rápidamente hasta convertirse en una depresión tropical más tarde ese día y posteriormente disiparse al día siguiente sobre el oeste de Texas. 
Harold llegó para aliviar una intensa sequía que azotaba alrededor del 70% de Texas con lluvias registradas de hasta 6 pulgadas. No se reportaron muertes ni daños en asociación con la tormenta.

## Historia Meteorológica

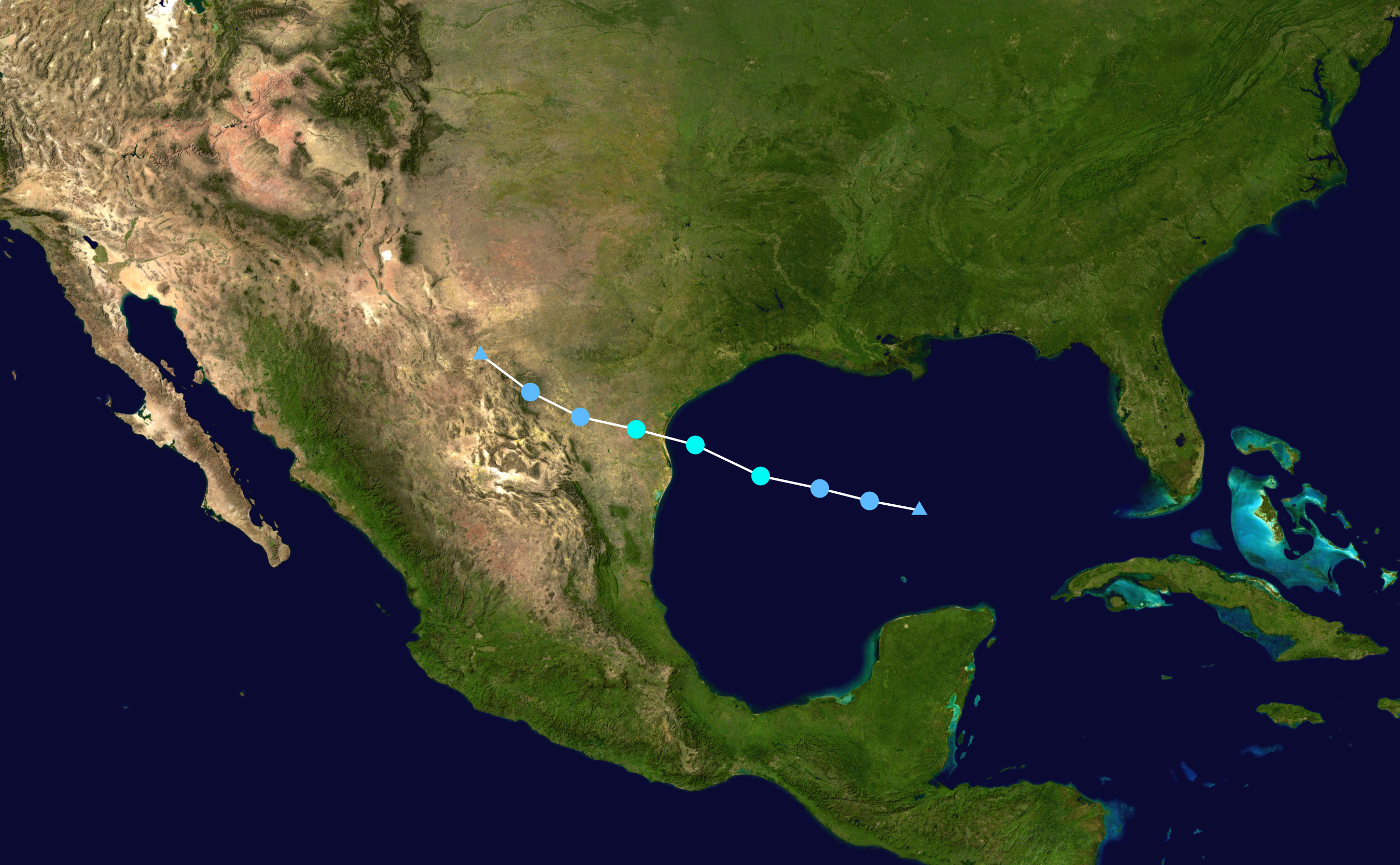
Mapa que traza la trayectoria y la intensidad de la tormenta, según la escala Saffir-Simpson

En la noche del 15 de agosto el Centro Nacional de Huracanes comenzó a monitorear un área de clima perturbado al norte de La Española el cual se esperaba que se moviera hacia el oeste y se desarrollara en los próximos días sobre el Golfo de México.  Durante los siguientes días, la perturbación fue organizándose y pasó al sur de Bahamas y entre Cuba y Florida por el Estrecho de Florida y finalmente entró en el Golfo de México el 20 de agosto. Una vez en el Golfo la perturbación comenzó a organizarse mejor y debido a la amenaza que representaba par tierra se iniciaron avisos sobre el Potencial Ciclón Tropical Nueve a las 15:00 UTC del 21 de agosto para emitir advertencias de tormenta tropical a lo largo de la costa del sur de Texas. Siguió una mayor organización y el sistema se convirtió en la Depresión tropical Nueve seis horas después. Moviéndose rápidamente hacia el oeste, la depresión se intensificó hasta convertirse en la Tormenta tropical Harold a las 06:00 UTC del 22 de agosto ubicada a unos 310 km (195 millas) al este-sureste de Port Mansfield, Texas. Harold se fortaleció un poco más antes de tocar tierra en Isla del Padre, Texas, a las 15:00 UTC de ese día con sus vientos máximos sostenidos de 85 km/h (50 mph) y una presión central mínima de 998 mbar. Su presión central más baja de 996 mbar la alcanzó sobre tierra unas tres horas más tarde. Pronto, a las 21:00 UTC de ese día, Harold se debilitó hasta convertirse en una depresión tropical y finalmente se desintegró a las 15:00 UTC del 23 de agosto mientras estaba ubicada sobre Texas a unos 245 km (155 millas) al sureste de la ciudad de El Paso.

## Preparaciones e Impacto

### Estados Unidos

#### Texas
Desde que se formó Harold como Potencial Ciclón Tropical se emitió una advertencia de tormenta tropical para la costa de Texas desde la desembocadura del Río Bravo hasta Port O'Connor, y también una alerta de tormenta tropical desde Port O'Connor hasta Sargent. El Centro Nacional de Huracanes (NHC) alertó de lluvias torrenciales de entre 3 a 5 pulgadas y con máximos de 7 pulgadas en lugares aislados que podrían causar inundaciones repentinas en zonas bajas. Se alertó además sobre una marejada ciclónica de hasta un metro de alto desde la desembocadura del Río Bravo hasta Sargent, la Bahía de Baffin, Corpus Christi y la Bahía de Matagorda así como condiciones de oleaje y corrientes que peligran la vida.
Harold tocó tierra en Isla del Padre, Texas a las 10 a. m. (hora local) el 22 de agosto dejando a 40 000 personas sin servicio eléctrico en todo el estado. Se registraron lluvias de entre 5 a 10 centímetros y hasta 15 en áreas aisladas. Miles de hogares y negocios en la ciudad de Corpus Christi, se quedaron sin electricidad después de que Harold tocara tierra, trayendo fuertes vientos, lluvias y temperaturas más frescas después de meses de clima cálido y seco. Corpus Christi recibió alrededor de 7,5 centímetros de lluvia y se registraron  vientos de hasta 80 kilómetros por hora. La tormenta dejó sin electricidad a unos 11.000 clientes en la ciudad de unas 300.000 habitantes. Los habitantes en Laredo, Aransas Pass, Port Lavaca y San Benito también sufrieron apagones. Harold alivió en gran medida el calor extremo que azotaba a Texas durante meses con temperaturas ese día de alrededor de 32 grados Celsius (89,6 °F) en comparación con una media de 38 grados Celsius (100,4 °F) los días anteriores.

Bucle satelital de Harold tocando tierra en Texas el 22 de agosto de 2023.

Se produjeron marejadas ciclónicas al norte de la ubicación donde Harold tocó tierra. Las marejadas más altas fueron de 2.2 pies en Paso de San Luis, 1.6 pies en Port Lavaca y 1.8 pies en la Bahía de Galveston. A unas 40 millas al norte del centro de Harold, el Aeropuerto Internacional de Corpus Christi registró vientos sostenidos de 58 km/h (36 mph) con ráfagas de hasta 95 km/h (59 mph) a las 12:51 p. m. hora del este del 22 de agosto. El aeropuerto recibió 3.06 pulgadas de lluvia hasta las 2 p. m. de ese día.
Greg Abbott, gobernador de Texas, ordenó el suministro de recursos como la respuesta del estado a la emergencia. Además, activó el Centro de Operaciones de Emergencia del Estado de Texas a nivel 2.

### MéxicoMéxico
El Servicio Meteorológico Nacional (SMN) alertó sobre posibles tolvaneras y tornados en los estados de Chihuahua, Coahuila, Nuevo León y Tamaulipas. Se le recomendó a la población mantenerse informados y seguir las recomendaciones por las lluvias que podrían generar descargas eléctricas y fuertes rachas de viento, lo que podría generar deslaves, incremento en niveles de ríos y arroyos, desbordamientos e inundaciones en zonas de los cuatro estados mencionados. El Centro Nacional de Huracanes (NHC) alertó sobre lluvias de entre 4 y 6 pulgadas.
Protección civil de Tamaulipas informó que las mayores inundaciones se registraron en los municipios de Guerrero, Mier, Miguel Alemán y Camargo. En Piedras Negras, Coahuila, cayeron en pocas horas una precipitación de cerca de cuatro pulgadas, ocasionando caos por vehículos varados, calles inundadas y árboles caídos.